# 横川史学
横川 史学（よこがわ ふみのり、1984年12月3日 - ）は、千葉県千葉市（現：花見川区）出身の元プロ野球選手（外野手、内野手）、指導者。右投左打。
愛称は「ヨコ」「ヨコやん」。

## 経歴

### プロ入り前
小学1年生で野球を始める。千葉市立朝日ヶ丘小学校時代は「千葉市リトル」で、千葉市立朝日ヶ丘中学校時代は「千葉北シニア」でプレーする。高橋悠太は中学時代の先輩である。
常総学院高等学校へ進学後は、同級生の大﨑雄太朗と共に2001年の第73回選抜高等学校野球大会で優勝した。同大会では全試合「7番・一塁手」で出場。準決勝では野間口貴彦（関西創価高等学校）から決勝打放っている。同年夏の第83回全国高等学校野球選手権大会では2回戦で4番・一塁手で出場。2002年の第84回全国高等学校野球選手権大会3回戦では森岡良介・筧裕次郎を擁する明徳義塾中学校・高等学校と対戦し、6対7で惜敗したものの、3番（明徳戦では4番）・三塁手で先発出場した。甲子園に3度出場し11試合を経験した。高校通算27本塁打。
2003年に青山学院大学経営学部へ進学すると、当初は高校時代の強打が影を潜めていたが、3年春から4番打者に定着すると、東都大学野球リーグで円谷英俊、高市俊、大﨑雄太朗、小窪哲也とともにリーグ戦3連覇(春季・秋季・春季)を果たす。チームは2005年第54回全日本大学野球選手権大会で優勝。その活躍が認められ、第34回日米大学野球選手権大会日本代表メンバーに選出。2006年第55回全日本大学野球選手権大会で準優勝し、第3回世界大学野球選手権大会と第35回日米大学野球選手権大会の日本代表メンバーに選出。一躍大学野球界で横川の名前は知れ渡り、「左のスラッガー」としてプロ野球のスカウトから注目された。リーグ通算70試合208打数42安打8本塁打、32打点、打率.283。
2006年の大学生・社会人ドラフトで東北楽天ゴールデンイーグルスから4巡目指名を受けて入団。同年のドラフトでは横川のほか、大崎雄太朗（埼玉西武ライオンズ）、高市俊（東京ヤクルトスワローズ）、円谷英俊（読売ジャイアンツ）が指名された。青山学院大学硬式野球部から同時に4名が指名されたのは、1996年に井口資仁・澤崎俊和・清水将海・倉野信次が指名されて以来10年ぶり2回目。

### 楽天時代

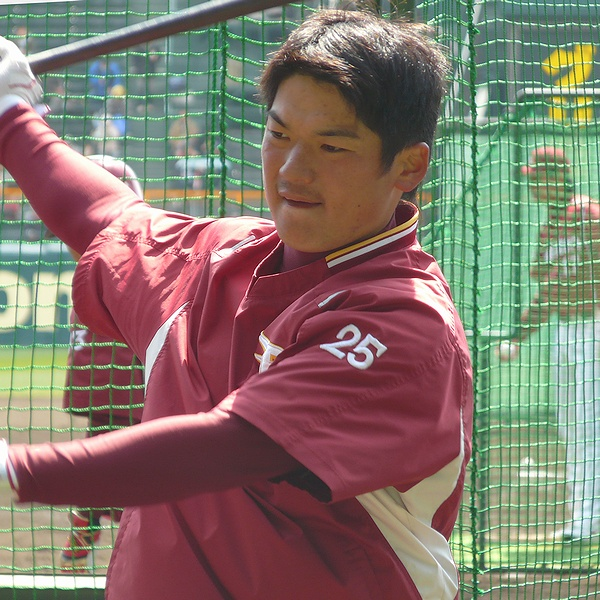
楽天時代（2011年）

2007年は英才教育を受けさせるために一軍出場がなかった。二軍では春から右翼手のレギュラーに定着し、チームで2番目に多い80試合に出場、最終的には打率.207、5本塁打を記録した。フレッシュオールスターゲームにおいても永井怜・井野卓とともに出場し、オフには大廣翔治・松崎伸吾とともにハワイ・ウィンターリーグに派遣され、打率.313・1本塁打・11盗塁（リーグ2位）の成績で、日本人野手としては唯一の打率10傑入り（5位）を果たした。同リーグのオールスターゲームに選出された。
2008年5月5日に一軍初昇格を果たし、そのまま同日の対福岡ソフトバンクホークス戦（クリネックススタジアム宮城）に右翼手としてプロ初出場を果たす。初回のピンチで本塁へ素早く返球し、三塁走者の川﨑宗則の生還を許さなかった。打っては初打席で初安打、初適時打を記録し、第2打席にも適時打を放った。続く5月7日の対福岡ソフトバンクホークス戦（クリネックススタジアム宮城）に再び先発起用されると、6回に5点差を逆転するきっかけとなる安打を放ち、さらに同じ回の2打席目には9点目のダメ押し適時打を放った。以降は右翼手としてスタメン出場を続け、6月6日の対横浜ベイスターズ戦（横浜スタジアム）ではマイク・ウッドから先制のプロ初本塁打を放った。
2009年は久米島での春季キャンプで一軍メンバーに入り、そのまま自身初の開幕一軍入りを果たしたが、出場機会は僅かだった。
2010年は開幕一軍を逃して出遅れ、4月16日に初昇格。一軍では4試合の出場にとどまったが、二軍では主に3番打者を務めイースタン・リーグ最高出塁率のタイトルを獲得。秋季キャンプでは手塚一志から腰の動きについて指導を受け、田淵幸一から「うねり打法」を伝授された。
2011年は開幕一軍に選ばれるが、出番がないまま4月17日に登録抹消される。同年4月29日に再昇格すると、5月1日の対オリックス・バファローズ戦で西勇輝から3年ぶりとなる本塁打を放った。その後は鉄平が深刻な打撃不振に陥った影響もあって出場機会が増加し、5月26日の対横浜ベイスターズ戦（横浜スタジアム）では山口俊から代打本塁打を打つと、2日後の5月28日の対阪神タイガース戦（クリネックススタジアム宮城）では10回裏に榎田大樹からプロ初となるサヨナラ安打を放った。8月16日の対埼玉西武ライオンズ戦（西武ドーム）では、牧田和久から決勝2点本塁打を打つなど、打撃では才能が開花してきた。ところが、9月15日の対オリックス戦（ほっともっとフィールド神戸）で延長10回裏にレフトの守備でミスを犯しヒットにすると、チームはその後サヨナラ負け。ベンチに戻った際、コーチの関川浩一からベンチ前で叱責を受けた。続く同18日の対西武戦（西武ドーム）でも9回裏に栗山巧のレフトへのライナー性の飛球を捕り損ね、サヨナラヒットとなった。結局、翌19日に二軍に降格し、その後の一軍復帰はなかったが、自己最多の94試合出場、4本塁打の成績を残した。
2012年はオープン戦から好調をアピールしたが、開幕直前に扁桃腺炎を患って戦線離脱。4月24日に昇格したが、短期間での登録抹消と再昇格を繰り返した。二軍では80試合に出場したものの、打率.230・6本塁打・36打点と低調だった。シーズン終了後の同年11月13日、金刃憲人・仲澤広基との交換トレードで、井野卓とともに読売ジャイアンツへの移籍が発表された。

### 巨人時代
2012年11月15日、巨人の球団事務所で井野とともに入団会見を行った。背番号は36。
2013年は、春季キャンプこそ一軍でスタートさせたものの、故障の影響などで結局一軍出場はなかった。7月には、死球の影響で左膝にばい菌が入り入院し、一時は足の切断の可能性もあった。この年のオフから背番号が51に変更された。
2014年は、5月15日に移籍後初めて一軍に昇格。5月24日の千葉ロッテマリーンズ戦で移籍後初本塁打を放つと、6月6日は対西武ライオンズ4回戦で、移籍後初のサヨナラ打を放った。
2015年には、イースタン・リーグ公式戦69試合に出場し、打率.304、1本塁打、13打点という成績を残した。しかし、自身と同じ左打ちの外野手で、この年に中日から移籍した堂上剛裕などが一軍で相次いで活躍。その影響で一軍昇格の機会がないまま、10月1日に球団から戦力外通告を受け、現役を引退。11月5日付で、NPBから任意引退選手として公示。

### 現役引退後
引退後もスタッフとして読売ジャイアンツに引き続き在籍し、2016年は球団の少年野球教室「ジャイアンツアカデミー」の講師を務め、2017年からはスコアラーを務めた。
2022年1月14日、一軍打撃コーチの金杞泰が肺結核と診断され、母国・韓国での療養が必要となった影響で、新たに打撃コーチに就任することが発表された。背番号は78。その後、シーズンオフの10月6日、同年限りで退任することが発表された。2023年からは再びスコアラーとなる。

## プレースタイル
長打力を備えた左の大砲。潜在能力の高さから、プロ入り後は「未完の大器」という評価を受けてきた。登録は外野手だが、2011年シーズン途中から一塁手にも取り組んでいた。

## 詳細情報

### 年度別打撃成績
| 年 度     | 球 団     | 試 合 | 打 席 | 打 数 | 得 点 | 安 打 | 二 塁 打 | 三 塁 打 | 本 塁 打 | 塁 打 | 打 点 | 盗 塁 | 盗 塁 死 | 犠 打 | 犠 飛 | 四 球 | 敬 遠 | 死 球 | 三 振 | 併 殺 打 | 打 率 | 出 塁 率 | 長 打 率 | O P S |
| --------- | --------- | ----- | ----- | ----- | ----- | ----- | -------- | -------- | -------- | ----- | ----- | ----- | -------- | ----- | ----- | ----- | ----- | ----- | ----- | -------- | ----- | -------- | -------- | ----- |
| 2008      | 楽天      | 55    | 153   | 140   | 13    | 32    | 3        | 0        | 4        | 47    | 15    | 2     | 1        | 2     | 0     | 11    | 0     | 0     | 37    | 2        | .229  | .285     | .336     | .620  |
| 2009      | 楽天      | 5     | 20    | 17    | 0     | 2     | 0        | 0        | 0        | 2     | 1     | 0     | 0        | 0     | 0     | 3     | 1     | 0     | 6     | 0        | .118  | .250     | .118     | .368  |
| 2010      | 楽天      | 4     | 8     | 7     | 0     | 0     | 0        | 0        | 0        | 0     | 0     | 0     | 0        | 0     | 0     | 0     | 0     | 1     | 5     | 0        | .000  | .125     | .000     | .125  |
| 2011      | 楽天      | 94    | 216   | 196   | 24    | 44    | 8        | 0        | 4        | 64    | 18    | 1     | 1        | 2     | 2     | 13    | 0     | 3     | 41    | 2        | .224  | .280     | .327     | .610  |
| 2012      | 楽天      | 11    | 22    | 20    | 1     | 3     | 0        | 0        | 0        | 3     | 1     | 1     | 0        | 0     | 0     | 2     | 0     | 0     | 7     | 0        | .150  | .227     | .150     | .377  |
| 2014      | 巨人      | 16    | 21    | 19    | 1     | 5     | 1        | 0        | 1        | 9     | 5     | 0     | 0        | 0     | 0     | 2     | 0     | 0     | 6     | 0        | .263  | .333     | .474     | .807  |
| 通算：6年 | 通算：6年 | 185   | 440   | 399   | 39    | 86    | 12       | 0        | 9        | 125   | 40    | 4     | 2        | 4     | 2     | 31    | 1     | 4     | 102   | 4        | .216  | .278     | .313     | .591  |

### 年度別守備成績
| 年 度 | 球 団 | 一塁  | 一塁  | 一塁  | 一塁  | 一塁  | 一塁     | 外野  | 外野  | 外野  | 外野  | 外野  | 外野     |
| 年 度 | 球 団 | 試 合 | 刺 殺 | 補 殺 | 失 策 | 併 殺 | 守 備 率 | 試 合 | 刺 殺 | 補 殺 | 失 策 | 併 殺 | 守 備 率 |
| ----- | ----- | ----- | ----- | ----- | ----- | ----- | -------- | ----- | ----- | ----- | ----- | ----- | -------- |
| 2008  | 楽天  | -     | -     | -     | -     | -     | -        | 48    | 75    | 2     | 1     | 2     | .987     |
| 2009  | 楽天  | -     | -     | -     | -     | -     | -        | 5     | 10    | 0     | 0     | 0     | 1.000    |
| 2010  | 楽天  | -     | -     | -     | -     | -     | -        | 4     | 4     | 1     | 0     | 0     | 1.000    |
| 2011  | 楽天  | 11    | 78    | 3     | 0     | 4     | 1.000    | 74    | 98    | 0     | 1     | 0     | .990     |
| 2012  | 楽天  | 2     | 10    | 0     | 0     | 1     | 1.000    | 3     | 5     | 0     | 0     | 0     | 1.000    |
| 2014  | 巨人  | 4     | 7     | 4     | 0     | 1     | 1.000    | 5     | 2     | 0     | 0     | 0     | 1.000    |
| 通算  | 通算  | 17    | 95    | 7     | 0     | 6     | 1.000    | 139   | 194   | 3     | 2     | 2     | .990     |

### 記録
初記録
- 初出場・初先発出場：2008年5月5日、対福岡ソフトバンクホークス7回戦（クリネックススタジアム宮城）、7番・右翼手で先発出場
- 初打席・初安打・初打点：同上、1回裏にリック・ガトームソンから左前適時打
- 初本塁打：2008年6月6日、対横浜ベイスターズ3回戦（横浜スタジアム）、5回表にマイク・ウッドから右越先制ソロ
- 初盗塁：2008年6月22日、対広島東洋カープ3回戦（広島市民球場）、6回表に二盗（投手：コルビー・ルイス、捕手：石原慶幸）

### 背番号
- 25（2007年 - 2012年）
- 36（2013年）
- 51（2014年 - 2015年）
- 78（2022年）

### 登場曲
- 『彼こそは海賊（映画：パイレーツオブカリビアン）』（2009年・2010年）
- 『ハピネス』（AI、2011年 - 2015年）